# Digital Pictures
Digital Pictures — американская компания, производитель видеоигр. Основана Томом Зито (Tom Zito) в начале 1990-х годов.
Компания специализировалась на создании игр в жанре интерактивного фильма (FMV-игр), с использованием видеосъёмок и живых актёров.
Игра Night Trap, вышедшая в 1993 году, стала одной из игр (наряду с Mortal Kombat, Doom и Lethal Enforcers), вызвавшей волну критики видеоигр за содержащееся в них насилие, что впоследствии привело к созданию системы рейтингов ESRB.
В играх компании снимались некоторые популярные актёры, включая Марка Вэлберга (Mark Wahlberg), Стива Истина (Steve Eastin) и Дану Плэто (Dana Plato).

## Список игр

### 3DO
- Corpse Killer
- Night Trap
- Quarterback Attack
- Sewer Shark
- Supreme Warrior
- Maximum Surge

### Sega CD
- C+C Music Factory: Make My Video
- Corpse Killer
- Double Switch
- Ground Zero: Texas
- INXS: Make My Video
- Kids on Site
- Kris Kross: Make My Video
- Marky Mark: Make My Video
- Night Trap
- Prize Fighter
- Sewer Shark
- Slam City With Scottie Pippen
- Supreme Warrior

### Sega CD/Sega 32X
- Corpse Killer
- Night Trap
- Slam City
- Supreme Warrior

### Sega Saturn
- Corpse Killer
- Double Switch
- Quarterback Attack
- Maximum Surge

### IBM PC
- Corpse Killer
- Double Switch
- Kids on Site
- Night Trap
- Quarterback Attack
- Supreme Warrior
- What's My Story

### Macintosh
- Double Switch
- Night Trap
- Prize Fighter
- Quarterback Attack With Mike Ditka
- Supreme Warrior
- Kids on Site

## Фильм
В 2003 году видеоматериалы из пяти игр компании (Maximum Surge, Corpse Killer, Prize Fighter, Supreme Warrior и Quarterback Attack) были использованы вместе с новыми съёмками в видеофильме Game Over, также известном как Maximum Surge Movie.
Хотя в фильме заявлено участие таких актёров, как Ясмин Блис (Yasmine Bleeth) и Уолтер Кёниг (Walter Koenig), они появляются в фильме только в сценах из видеоигр, которые легко отличить от нового материала по низкому качеству изображения.